# Abra Málaga

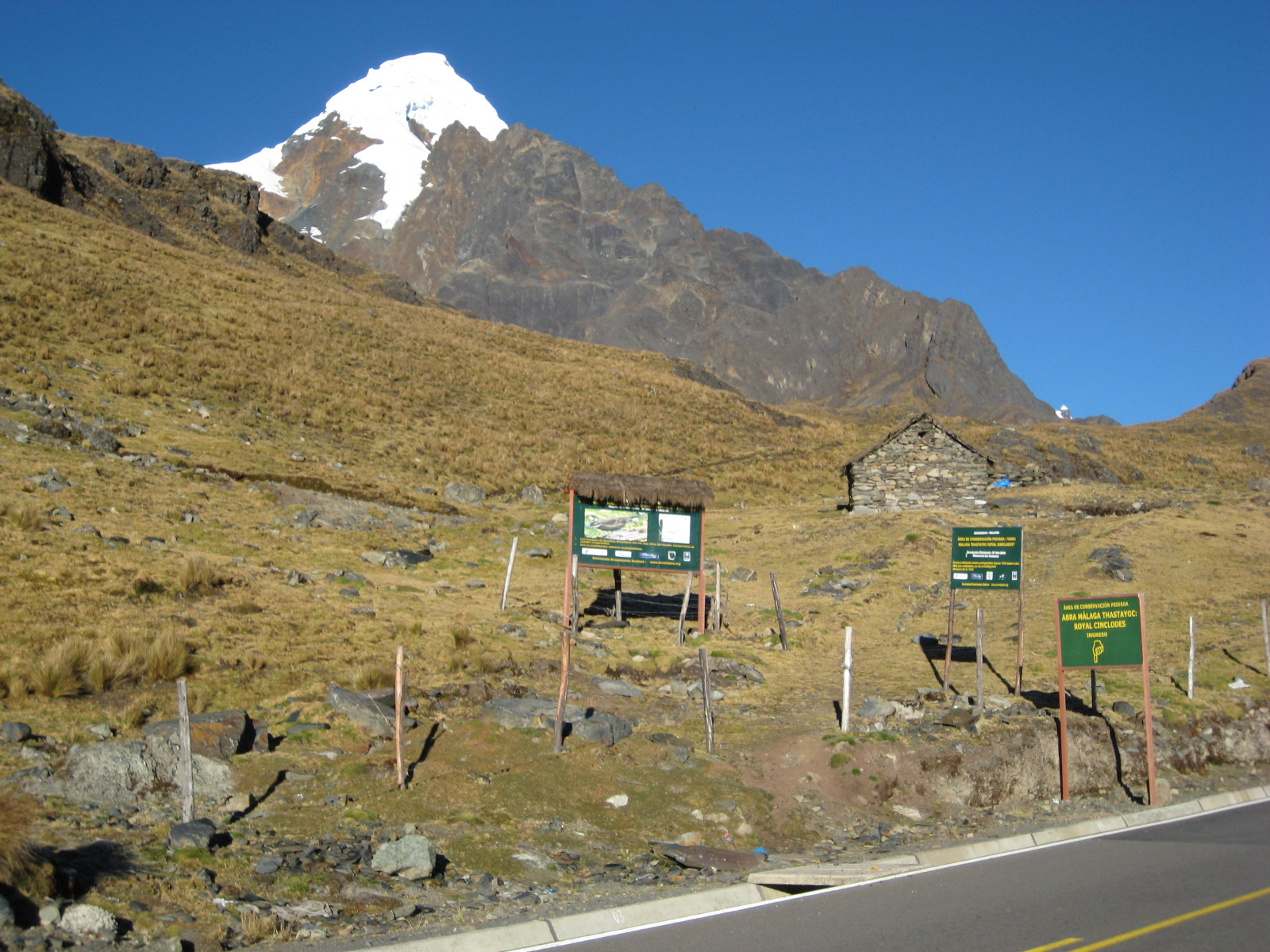
Vista del nevado Verónica desde el Abra Málaga.

El Abra Málaga es un paso importante y más alto de la carretera que conecta las ciudades de Cusco y Quillabamba, pasando a 4316 m s. n. m., el paso está ubicado en el límite fronterizo entre las provincias de La Convención y Urubamba, exactamente en la Cordillera Urubamba entre el Nevado Verónica o Huacayhuilque y montañas vecinas, siendo este el segundo pico más alto de la cordillera. El paso es reconocido por sus impresionantes vistas en toda la época del año y por la vida silvestre(en su mayoría aves) que se puede observar. El clima de la zona es diverso, suele haber neblina y ventiscas, al igual que puede presentar precipitaciones ligeras y moderadas como lluvias, granizo o nieve.

## Precipitaciones y Clima
El Abra Málaga cuenta con variedad de precipitaciones, durante verano y primavera que son los periodos más cálidos del año, se suele ver granizo o lluvia(estas pueden durar o extenderse durante varias semanas), aunque raras veces suele nevar, esto debido a que las temperaturas rondan entre 15° a 0°, estas temperaturas frígidas también pueden causar congelamiento de la humedad en partes altas y haciendo ocasionalmente que la transición por las vías sea peligroso. Por parte del invierno y otoño, las temperaturas rondan en punto de congelación, siendo de 10° a -15°, esto hace que caiga en más mayoría aguanieve, nieve o granizo, estos normalmente suelen ser moderados o extremos y extenderse durante 7 o 14 días. 

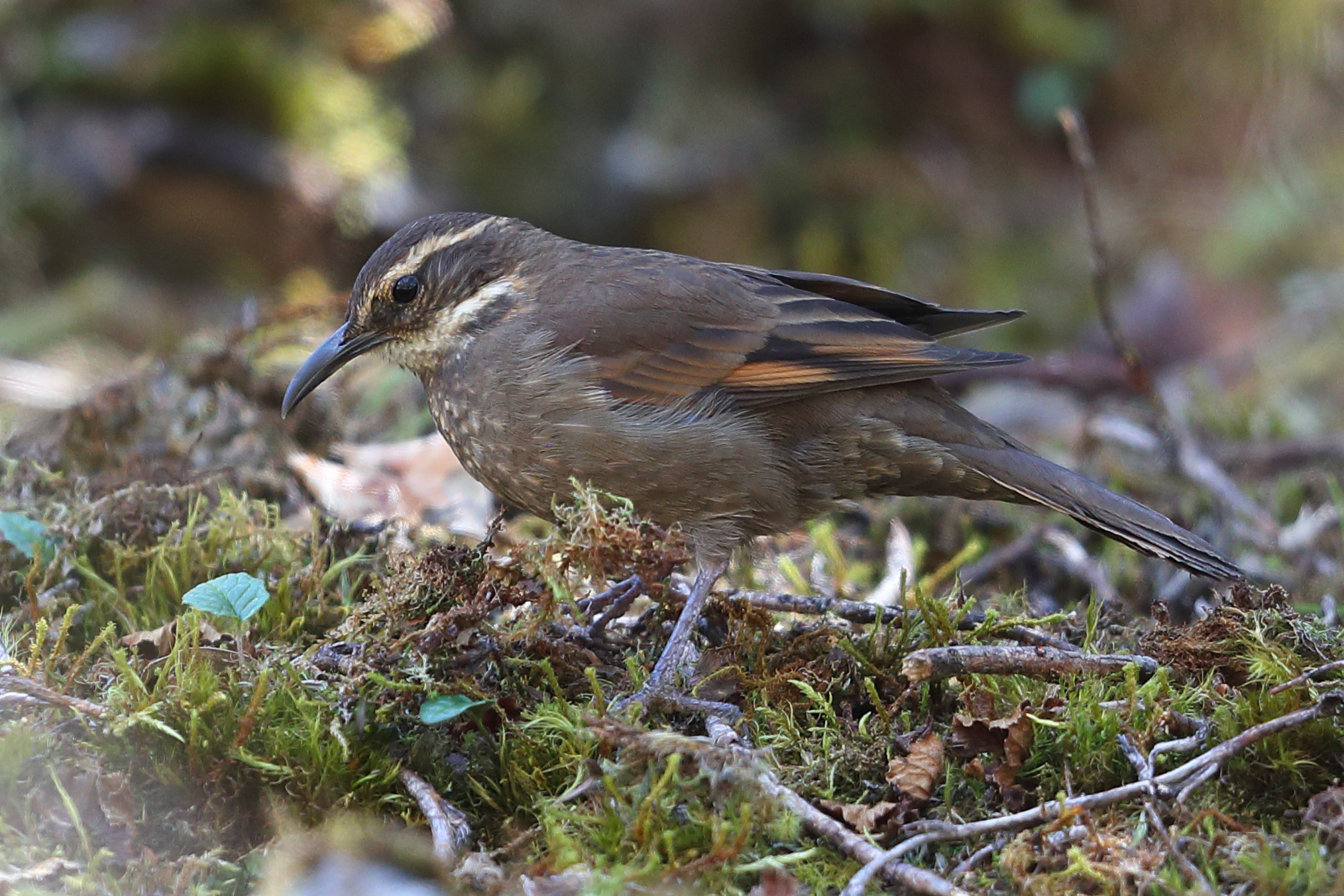
Una Churrete Real en los bosques del Abra Málaga

| Estación y Semana         | Temperatura     |
| ------------------------- | --------------- |
| Verano 1° a 4° semana     | Máx 15° Mín 0°  |
| Verano 5° a 8° semana     | Máx 15° Mín 0°  |
| Verano 9° a 12° semana    | Máx 14° Mín -1° |
| Otoño 1° a 4° semana      | Máx 10° Mín -3° |
| Otoño 5° a 8° semana      | Máx 10° Mín -3° |
| Otoño 9° a 12° semana     | Máx 10° Mín -4° |
| Invierno 1° a 4° semana   | Máx 10° Mín -8° |
| Invierno 5° a 8° semana   | Máx 10° Mín -8° |
| Invierno 9° a 12° semana  | Máx 10° Mín -7° |
| Primavera 1° a 4° semana  | Máx 11° Mín -6° |
| Primavera 5° a 8° semana  | Máx 13° Mín -3  |
| Primavera 9° a 12° semana | Máx 14° Mín -1  |

## Historia
Antes de los años 2000, historiadores y científicos geográficos quienes investigaron la fauna y flora del lugar, luego de ahí se hizo una carretera de tierra y se creó el abra que se convirtió en un mirador de aves, luego se hizo una iglesia y empezaron a sentarse pocas personas para vender en pequeñas casas y unos años después se asfalto mejorando la vía.